# Danh sách công ty điện tử Canada
A B C D E F G H I J K L M N O P Q R S T U V W X Y Z

## A
- Aastra Technologies
- ATI Technologies

## B
- Breconridge

## C
- Celestica
- Classé
- Commodore International
- Creo

## D
- Dalsa
- Daytek

## E
- Electrohome

## F
- Future Electronics Inc.

## K
- KING Products and Solutions Inc.

## L
- Leitch Technology
- Lyrtech

## M
- MDA Space Missions
- Matias
- Mobilab Technologies inc.

## N
- Nanan Electronics
- Norpak
- Nortel Networks

## P
- Paradigm Electronics

## R
- Research In Motion

## S
- SMTC Corporation
- Sandvine
- Sierra Wireless

## V
- Vecima networks

## Z
- Zarlink